# Didymoglossum motleyi
Espèce
Didymoglossum motleyi est une fougère de la famille des Hyménophyllacées. 
Nom japonais : マメゴケシダ

## Description
Cette espèce dispose des caractéristiques suivantes :
- le rhizome est rampant et filiforme de moins de 0,1 mm de diamètre ; il est très abondamment couvert de poils brun-noir ;
- les frondes très petites - de moins d'un centimètre de long et de large - ont un pétiole très court et un aspect cordiforme ou circulaire ;
- elles portent de fausses nervures parallèles aux vraies nervures sans fausses nervures submarginales, caractéristiques du sous-genre Didymoglossum ;
- un seul et unique sore est présent sur les frondes fertiles ;
- l'indusie est tubulaire, aux lèvres dont les cellules sont distinctes des tissus du limbe.

Comme toutes les espèces du genre, celle-ci compte 34 paires de chromosomes.

## Distribution
Cette espèce, tant épilithique qu'épiphyte dans les forêts tropicales humides, est présente en Asie tropicale (Chine, Japon, Sri Lanka, Thaïlande), en Australie, Indonésie et en Mélanésie (dont la Nouvelle-Calédonie).

## Historique
En 1861, Roelof Benjamin van den Bosch décrit cette espèce à partir d'un exemplaire collecté à Bornéo par James Motley - collecteur britannique (1822 - 1859) -, à qui l'épithète spécifique est dédié, sous le nom de Microgonium motleyi.
La même année, il décrit un autre exemplaire de la même plante toujours envoyé par James Motley, dans le genre Trichomanes : Trichomanes motleyi (Bosch) Bosch : il ne fait effectivement aucune référence au basionyme Microgonium motleyi qu'il avait décrit en mars, sa publication datant d'août,.
En 1875, Karl Anton Eugen Prantl la déplace dans le genre Hemiphlebium : Hemiphlebium motleyi (Bosch) Prantl. 
En 1906, Carl Frederik Albert Christensen reconfirme le déplacement dans le genre Trichomanes par Roelof Benjamin van den Bosch
En 1933, Edwin Bingham Copeland confirme le classement dans genre Trichomanes.
En 1954, Hiroshi Itô la redécrit et place dans le genre Microgonium en créant un homonyme : Microgonium motleyi (Bosch) H.Itô.
En 1974, Conrad Vernon Morton la classe dans le genre Trichomanes sous-genre Didymoglossum, section Microgonium.
Enfin, quand en 2006, Atsushi Ebihara et Kunio Iwatsuki la reversent dans le genre Didymoglossum, sous-genre Didymoglossum.

## Position taxinomique
L'espèce Didymoglossum motleyi est classée dans le sous-genre Didymoglossum.
Cette espèce compte donc trois synonymes, résultat des remaniements taxinomiques : 
- Hemiphlebium motleyi (Bosch) Prantl
- Microgonium motleyi Bosch
- Trichomanes motleyi (Bosch) Bosch

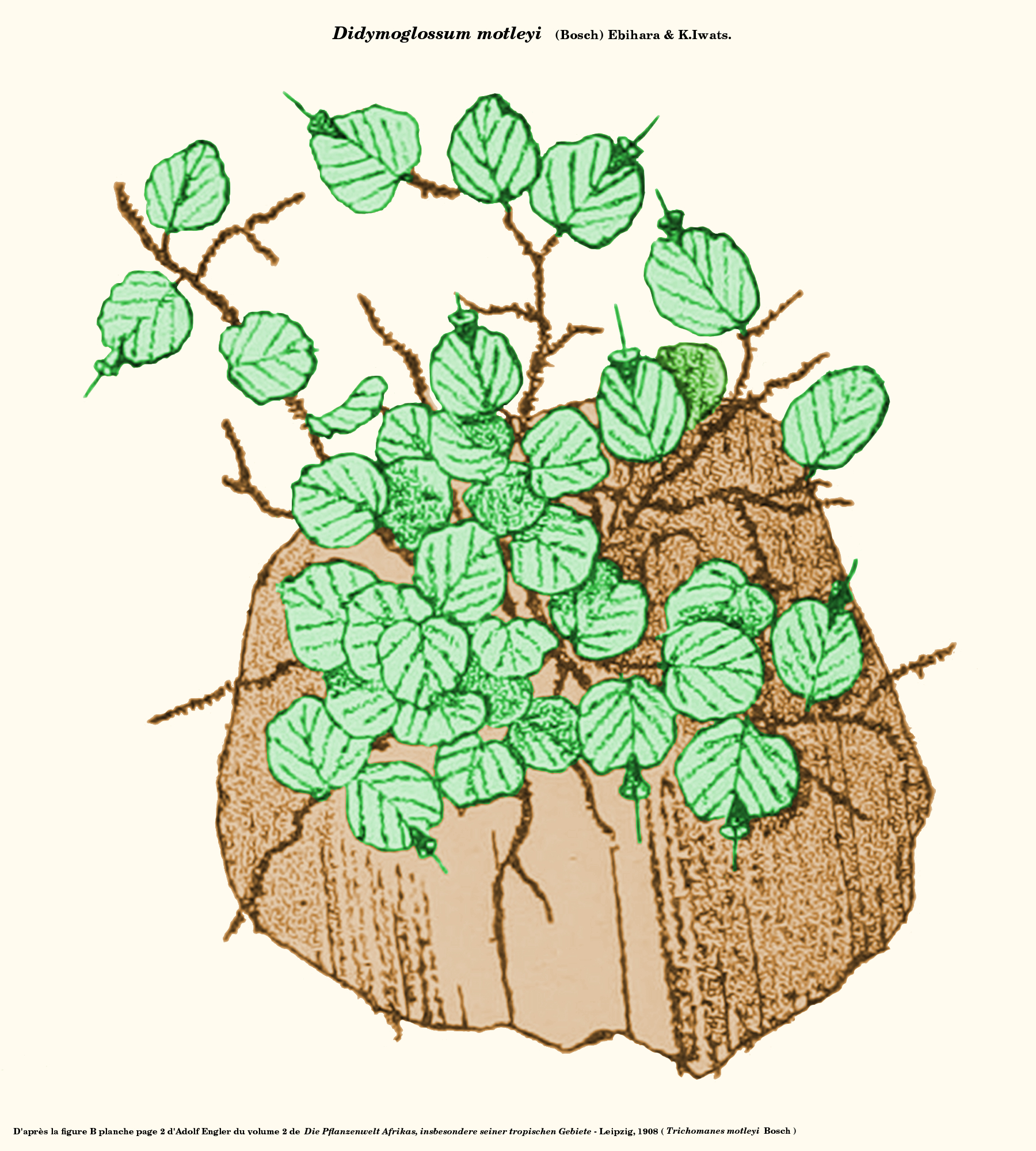
Planche d'Adolf Engler